# Космос-637
Космос-637 је један од преко 2400 совјетских вјештачких сателита лансираних у оквиру програма Космос.
Космос-637 је лансиран са космодрома Тјуратам, Бајконур, СССР, 26. марта 1974. Ракета-носач Протон је поставила сателит у орбиту око планете Земље. Маса сателита при лансирању је износила 2000 килограма. Космос-637 је био комуникациони сателит.